# Peter Oakley
Peter Oakley (Norwich, Reino Unido, 20 de agosto de 1927-Bakewell, 23 de marzo de 2014) fue un pensionado y personalidad de Internet inglés. Oakley fue mejor conocido bajo el seudónimo geriatric1927 dentro del popular sitio web de vídeos, YouTube.
Haciendo su debut en YouTube en agosto de 2006 con Telling it all, una serie de cinco a diez minutos de vídeos autobiográficos, Oakley ganó popularidad inmediata con un amplio sector de la comunidad de YouTube. Entre los detalles autobiográficos revelados en sus videos, se destaca el hecho de haber servido como mecánico de radar durante la Segunda Guerra Mundial, haber tenido un amor de por vida con las motocicletas, y haber vivido solo como viudo y jubilado en Inglaterra.
Su ascenso inesperado fue ampliamente reportado por medios de comunicación internacionales y fuentes de noticias en línea. Después de resistir toda la atención mediática durante mucho tiempo (incluyendo solicitudes de entrevistas, fotografías, e intentos de identificarlo), insistiendo en que él solamente deseaba conversar con la comunidad de YouTube de una manera informal y personal, Oakley, finalmente dio su primera entrevista, para The Money Programme de la BBC, que se emitió en la BBC Two el 16 de febrero de 2007.
A mediados de 2006, Oakley fue el usuario con más suscripciones en YouTube. Su ascenso a la posición #1 se llevó a cabo en poco más de una semana. En el proceso, se desplazó a los usuarios que habían existido desde el lanzamiento del sitio de más de un año antes, entre ellos la firma de la NBC, Brooke Brodack. Oakley tenía 30.000 suscriptores el 25 de noviembre de 2006 y más de 53.000 suscriptores el 24 de mayo de 2010. Hasta antes de su muerte se ubicó en el puesto 52 ª con más suscripciones de todos los tiempos en el Reino Unido, y está en el puesto 19 ª con más suscripciones "Director" de todos los tiempos en dicho país. A partir de junio de 2012, Oakley tenía más de 350 vídeos en YouTube bajo el seudónimo geriatric1927.
Oakley fue diagnosticado más tarde con un cáncer que ya estaba demasiado avanzado para el tratamiento y no se esperaba que pudiese salir adelante. Publicó su último vídeo el 12 de febrero de 2014, y falleció en la mañana del 23 de marzo de 2014.